# ليان (أصفهان)
ليان هي قرية في مقاطعة أصفهان، إيران. يقدر عدد سكانها بـ 206 نسمة بحسب إحصاء 2016.